# Gentle Giant
Gentle Giant fue una banda británica de rock progresivo activa entre 1970 y 1980. La agrupación era conocida por la complejidad y sofisticación de su música y por las variadas habilidades musicales de sus miembros. Todos los integrantes del grupo eran multiinstrumentistas. Aunque no tuvieron éxito comercial, lograron convertirse en una gran banda de culto.
La banda afirmó que su objetivo era "expandir las fronteras de la música popular contemporánea a riesgo de volverse muy impopular", aunque esta postura cambiaría significativamente con el tiempo.
La música de Gentle Giant se consideraba compleja incluso para los estándares del rock progresivo, y se basaba en una amplia gama de música que incluía folk, soul, jazz y música clásica. A diferencia de muchos de sus contemporáneos del rock progresivo, sus influencias "clásicas" iban más allá del romanticismo e incorporaron elementos de la música de cámara medieval, barroca y modernista. La banda también tenía un gusto por los temas amplios para sus letras, inspirándose no solo en experiencias personales sino también en la filosofía y las obras de François Rabelais y R. D. Laing. 
En 2015 fueron reconocidos con un premio a su trayectoria en los Progressive Music Awards.

## Historia
Gentle Giant fue formada en 1970 en Inglaterra por los hermanos Shulman, después de que se disolviera su grupo anterior, Simon Dupree and the Big Sound, en 1969. Junto con Gary Green, Kerry Minnear y varios bateristas, grabaron once álbumes a lo largo de los años setenta. El grupo se disolvió en 1980.
Sus primeras grabaciones tendieron a ser más eclécticas y experimentales. En 1974, cuando ya tenían más seguidores en los Estados Unidos, comenzaron a simplificar sus composiciones para poder ganar mayor audiencia. Los discos The Power and the Glory y Free Hand subieron del lugar 50 de popularidad en ventas en los Estados Unidos.
Para 1977, cuando la moda tendía más hacia la música punk y la new wave, el grupo eligió simplificar todavía más su música para hacerla más comercial. En 1979 la banda se mudó a los Estados Unidos para grabar el disco Civilian, después del cual se disolvieron.

## Discografía

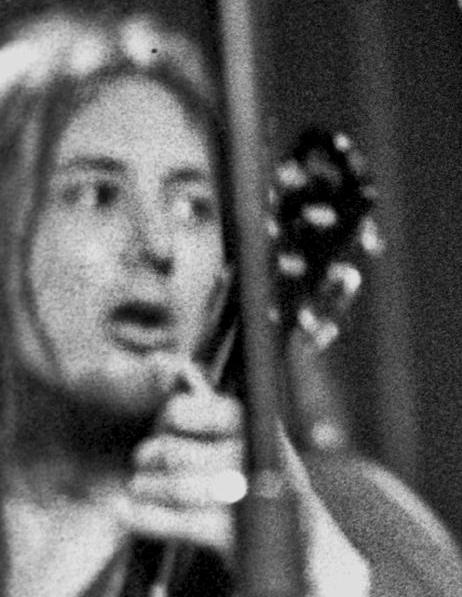
Gary Green. Musikhalle de Hamburgo; abril de 1974.

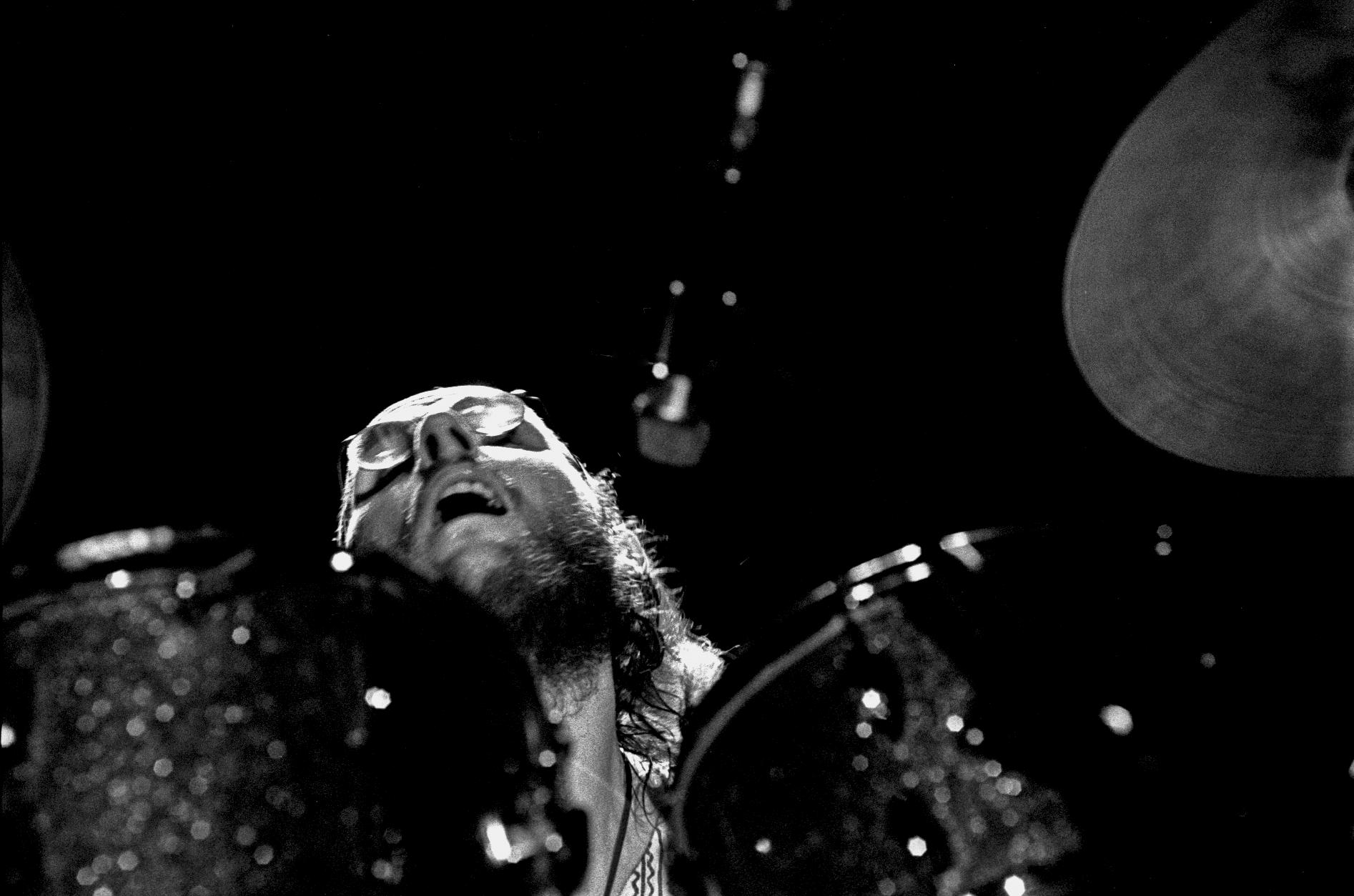
John Weathers, en la misma ocasión.

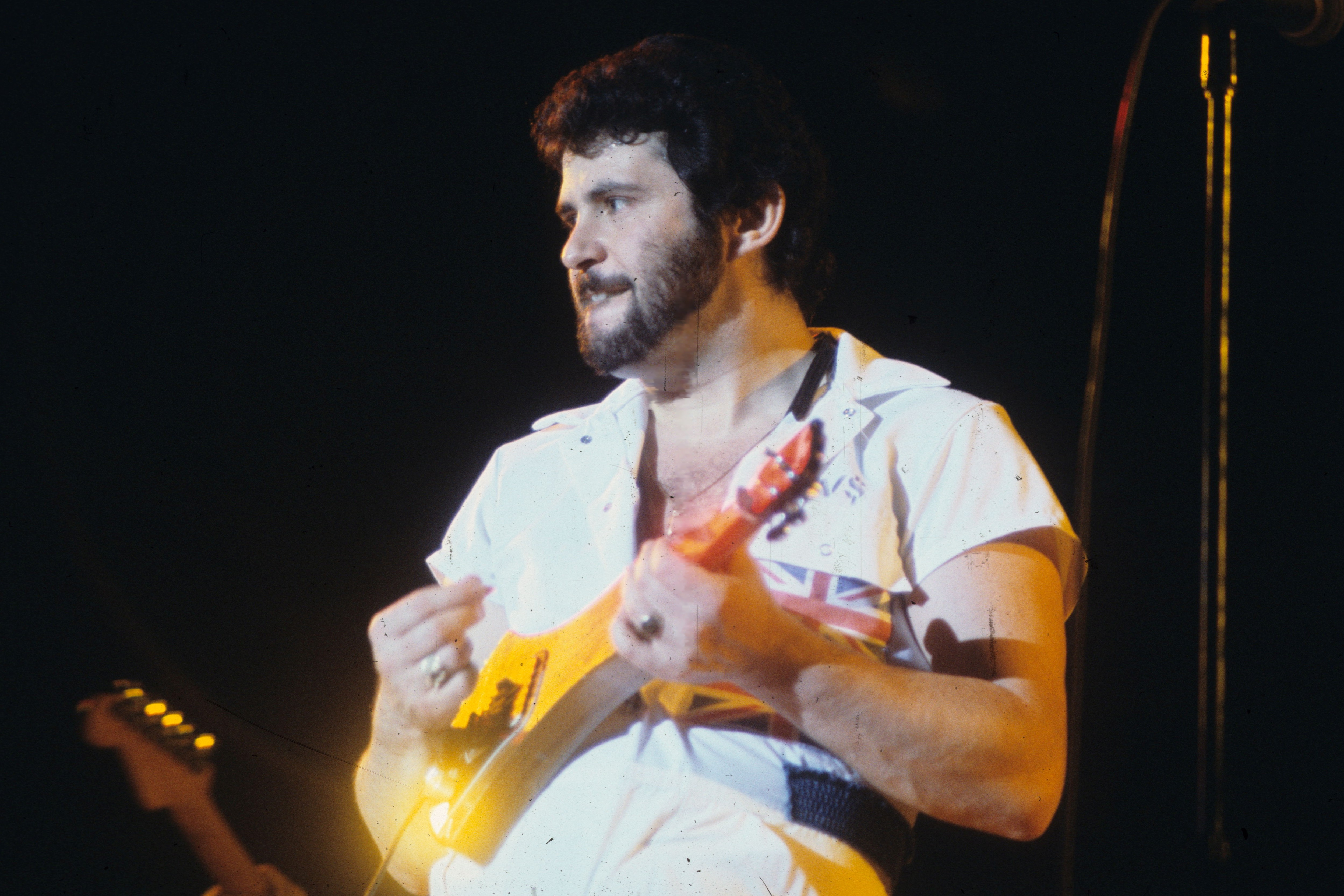
Derek Shulman.

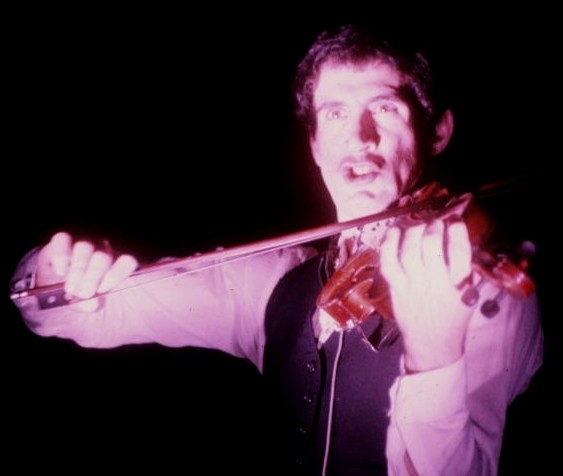
Ray Shulman.

### Álbumes de estudio
- Gentle Giant (1970)
- Acquiring the Taste (1971)
- Three Friends (1972)
- Octopus (1972)
- In a Glass House (1973)
- The Power and the Glory (1974)
- Free Hand (1975)
- Interview (1976)
- The Missing Piece (1977)
- Giant for a Day (1978)
- Civilian (1980)

### Álbumes en directo
- The Official Live: Playing The Fool (1977)
- Out Of The Woods: The BBC Sessions (1996)
- King Biscuit Flower Hour (1998)
- Live in Rome 1974 (2000)
- In a Palesport House (2001)
- Experience (2002)
- Endless Life (2003)
- Artistically Cryme (2003)
- The Missing Face (2003)
- Playing the Cleveland (2004)
- Prologue (2004)

### DVD
- Giant on the Box (2005)
- GG at the GG: Sight and Sound in Concert (2006)

### Box sets
- Under Construction (1997)
- Scraping the Barrel (2004)
- I Lost My Head (The Chrysalis Years 1975 - 1980) (2012)
- Memories of Old Days. A Compendium of Curios, Bootlegs, Live Tracks, Rehearsals and Demos 1975-1980 (2013)
- Unburied Treasure (2019)